# ハンナ (アルバータ州)
ハンナ（英: Hanna）は、カナダのアルバータ州中部の町。

## 歴史
1912年に町が創設され、1914年に町制が施行した。カナディアン・ノーザン鉄道（CNoR）の3代目副社長デイヴィッド・ブライス・ハンナ（David Blyth Hanna）にちなんで名付けられた。鉄道の分岐点がおかれ、扇形庫が建設された。

## 経済
町の経済は農業、油田、石炭鉱業、観光に依存している。ハンナで採掘される天然資源は、石炭、石油、天然ガス、ベントナイトである。

## 著名な出身者
- ロックバンド「ニッケルバック」のチャド・クルーガー、マイク・クルーガー、ライアン・ピークはハンナ出身である。

## 姉妹都市
- 日本 岡山県和気町[5]